# Municipio di Potsdam
Il municipio di Potsdam (in tedesco: Potsdamer Stadthaus) è il palazzo municipale della città tedesca di Potsdam.
In considerazione della sua importanza storica e architettonica, è posto sotto tutela monumentale (Denkmalschutz).

## Storia
L'edificio fu progettato alla fine del XIX secolo per ospitare la sede del governo distrettuale, fino ad allora ospitato in Priesterstraße 13 in una sede divenuta troppo angusta.
Il progetto, in stile neobarocco, fu redatto dall'architetto Paul Kieschke; la costruzione iniziò nel 1902 e, dopo la morte del Kieschke nel 1905, fu continuata dagli architetti comunali Bohnstedt, Saran e Saltzwedel.
In seguito passò a ospitare l'amministrazione cittadina, in sostituzione del vecchio municipio sull'Alter Markt.

## Caratteristiche
Si tratta di un grande edificio in monumentale stile neobarocco tipico dell'epoca guglielmina, con echi dell'architettura dell'età federiciana.
La facciata, con due avancorpi laterali e uno centrale, è rivestita in pietra naturale e coronata al centro da una cupola ispirata a quella del castello di Charlottenburg.
All'interno dell'edificio si aprono quattro cortili. Nello scalone principale si ritrovano influssi dell'architettura liberty.